# Nawrót depresji gangstera
Nawrót depresji gangstera (tytuł oryg. Analyze That) – film fabularny koprodukcji amerykańsko-australijskiej z 2002 roku w reżyserii Harolda Ramisa. Sequel filmu Depresja gangstera (1999).

## Główne role
- Robert De Niro - Paul Vitti
- Billy Crystal - dr Ben Sobel
- Lisa Kudrow - Laura Sobel
- Joe Viterelli - Jelly
- Cathy Moriarty - Patti LoPresti
- Joey Diaz - Ducks
- Jerome Le Page - skazany
- Joseph Bono - Ważniak
- Brian Rogalski - Earl
- Thomas Rosales Jr. - Coyote

## Fabuła
Od dwóch i pół roku Paul Vitti odbywa karę pozbawienia wolności. W więzieniu mają miejsce próby pozbawienia go życia, w wyniku których doznaje załamania nerwowego. Do pomocy mu zostaje sprowadzony znajomy dr Ben Sobel, pod którego kuratelę władze oddają zwalnianego z zakładu karnego Vittiego. Po uwolnieniu okazuje się, że Vitti jedynie symulował chorobę. Zakład karny udało się również opuścić Jelly'emu, bliskiemu współpracownikowi Vittiego. Vitti zamieszkuje w domu dr Sobela i zmuszony zostaje do podjęcia uczciwej pracy. Nie udaje mu się jednak utrzymać normalnego zatrudnienia, ponieważ od 12 roku życia był gangsterem. Szczęśliwie producent serialu telewizyjnego o mafii pt. Mały Cezar zwraca się do Vittiego o pomoc w kwestii konsultacji dialogów. Vitti zgadza się na pracę przy filmie, by przeczekać dopóki nie wymyśli czegoś lepszego. Jednocześnie planuje napad na transport złota.